# Musikjahr 1869
Liste der Musikjahre

◄◄ | ◄ | 1865 | 1866 | 1867 | 1868 | Musikjahr 1869 | 1870 | 1871 | 1872 | 1873 | ► | ►►

Weitere Ereignisse
Dieser Artikel behandelt das Musikjahr 1869.

## Ereignisse

### Aufführungsorte

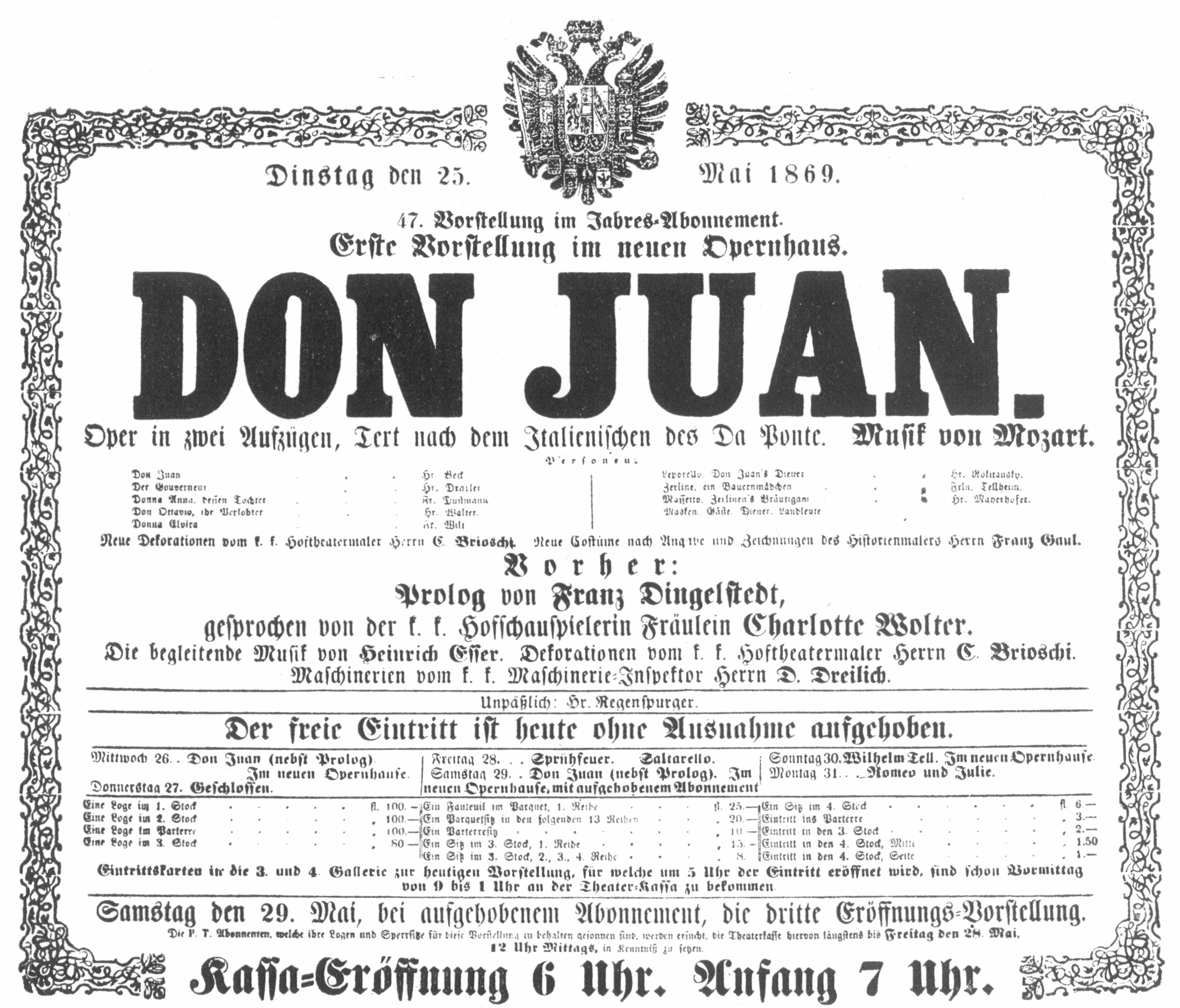
Plakat für die Eröffnungsvorstellung des Opernhauses 1869

- 25. Mai: Mit einer Aufführung von Mozarts Don Giovanni wird in Anwesenheit von Kaiser Franz Joseph und Kaiserin Elisabeth das „Neue Haus“ der Wiener Hofoper eröffnet. Erster Direktor ist Franz von Dingelstedt.

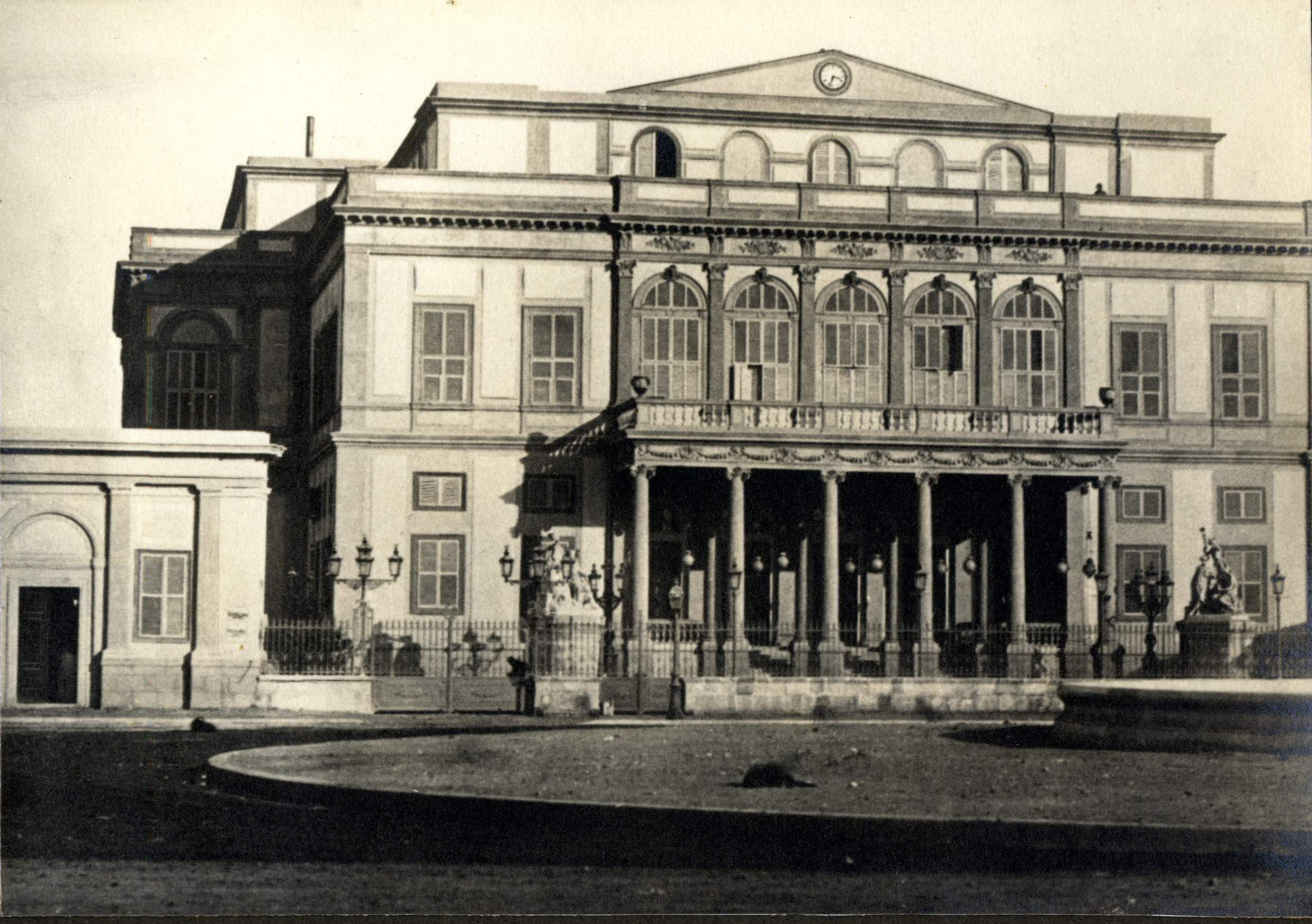
Das Khedivial-Opernhaus 1869

- 21. September: Das Königliche Hoftheater Dresden, der Vorgängerbau der Semperoper, wird durch einen Brand zerstört.
- 01. November: Das Khedivial-Opernhaus in Kairo wird mit einer Aufführung der Oper Rigoletto von Giuseppe Verdi eröffnet. Es wurde auf Anordnung von Ismail Pascha, dem Khediven der osmanischen Provinz Ägypten zur Feier des im gleichen Jahr eröffneten Sueskanals vom Schweizer Architekten Giacomo Lepori, erbaut.

### Uraufführungen

#### Ballett
- Don Quichotte, ein Ballett des Choreografen Marius Petipa zur Musik von Léon Minkus, wird am Bolschoi-Theater in Moskau uraufgeführt. Das Libretto ist angelehnt an den Roman Don Quijote von Miguel de Cervantes.

#### Instrumentalmusik
- 03. April: Das Klavierkonzert von Edvard Grieg, das einzige vollendete Konzert des norwegischen Komponisten, hat in Kopenhagen seine Uraufführung.
- 24. Juni: Die Pizzicato-Polka eine Polka, die von den Brüdern Johann und Josef Strauss gemeinsam komponiert wurde, wird am 24. Juni 1869 in Pawlowsk in Russland erstmals aufgeführt.
- 06. Juli: Der anlässlich der bevorstehenden Eröffnung des Sueskanals von Johann Strauss Sohn komponierte Egyptische Marsch wird auf der Russlandreise des Komponisten erstmals aufgeführt.
- 13. November: Die Uraufführung der Messa per Rossini zum ersten Todestag von Gioachino Rossini, einer Gemeinschaftskomposition von dreizehn italienischen Komponisten, findet nicht statt, woraufhin das Werk mehr als 100 Jahre in Vergessenheit gerät.
- Johannes Brahms: Veröffentlichung der Ungarischen Tänze Nr. 1 bis 10 für Klavier zu vier Händen.
- Das 3. Klavierkonzert von Camille Saint-Saëns hat seine Uraufführung im Gewandhaus in Leipzig und fällt beim Publikum durch.
- Johann Strauss (Sohn): Der Komponist brachte im Jahr 1869 folgende Werke heraus: Wein, Weib und Gesang (Walzer) op. 333; Königslieder (Walzer) op. 334 (Uraufführung: 2. Februar); Fata Morgana (Polka Mazur) op. 330; Éljen a Magyar! (Polka) op. 332; Im Krapfenwald’l (Polka) op. 336; Von der Börse (Polka) op. 337; Louischen (Polka) op. 339; Egyptischer Marsch op. 335 und die Slovianka-Quadrille op. 338.

#### Oper
- 26. Februar: Die Oper William Ratcliff von César Cui wird am Mariinski-Theater in Sankt Petersburg uraufgeführt
- 27. Februar: Die Neufassung von Giuseppe Verdis Oper La forza del destino mit dem Libretto von Antonio Ghislanzoni wird am Teatro alla Scala di Milano zum ersten Mal aufgeführt. Die Erstfassung hatte ihre Uraufführung am 10. November 1862.
- 22. September: Die Oper Das Rheingold von Richard Wagner, der sogenannte „Vorabend“ seiner Tetralogie Der Ring des Nibelungen, wird unter der Leitung von Franz Wüllner gegen den Willen des Komponisten am Königlichen Hof- und Nationaltheater in München uraufgeführt.
- 29. November: Gabriella di Vergy, eine Opera seria in drei Akten von Gaetano Donizetti aus dem Jahr 1826 wird mehr als 20 Jahre nach dem Tod des Komponisten in einer stark veränderten Fassung unter dem Titel Gabriella am Teatro San Carlo in Neapel uraufgeführt. Das Werk erlebt nach vernichtenden Kritiken nur vier Aufführungen.

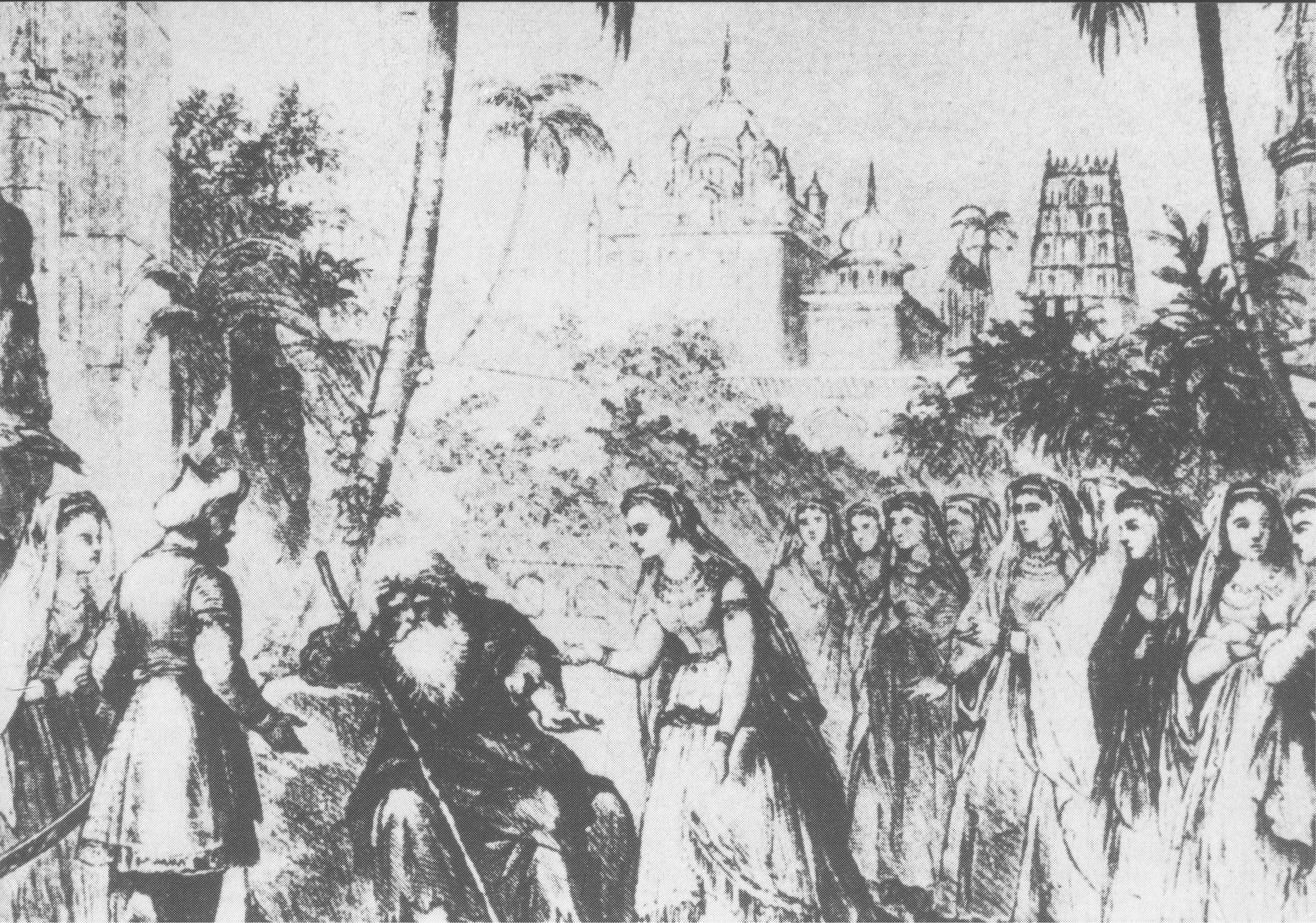
Szene aus dem zweiten Akt von Paria, Radierung von F. Tegazzo

- 11. Dezember: Die Uraufführung der Oper Paria von Stanisław Moniuszko auf ein Libretto von Jan Chęciński nach dem Trauerspiel Le Paria von Casimir Delavigne erfolgt am Teatr Wielki in Warschau. Trotz einer positiven Kritik des Warschauer Kuriers wird Paria nach sechs weiteren Aufführungen aus dem Opernrepertoire gestrichen.

#### Operette
- 16. Januar: Die Uraufführung der Operette L’Ecossais de Chatou von Léo Delibes findet am Théâtre des Bouffes-Parisiens in Paris statt.
- 31. Juli: Die Opéra-bouffe La princesse de Trébizonde von Jacques Offenbach wird am Theater Baden-Baden uraufgeführt. Auf der Bühne steht Offenbachs eigenes Ensemble des Théâtre des Bouffes-Parisiens Paris, Offenbach selbst steht am Dirigentenpult.

#### Requiem

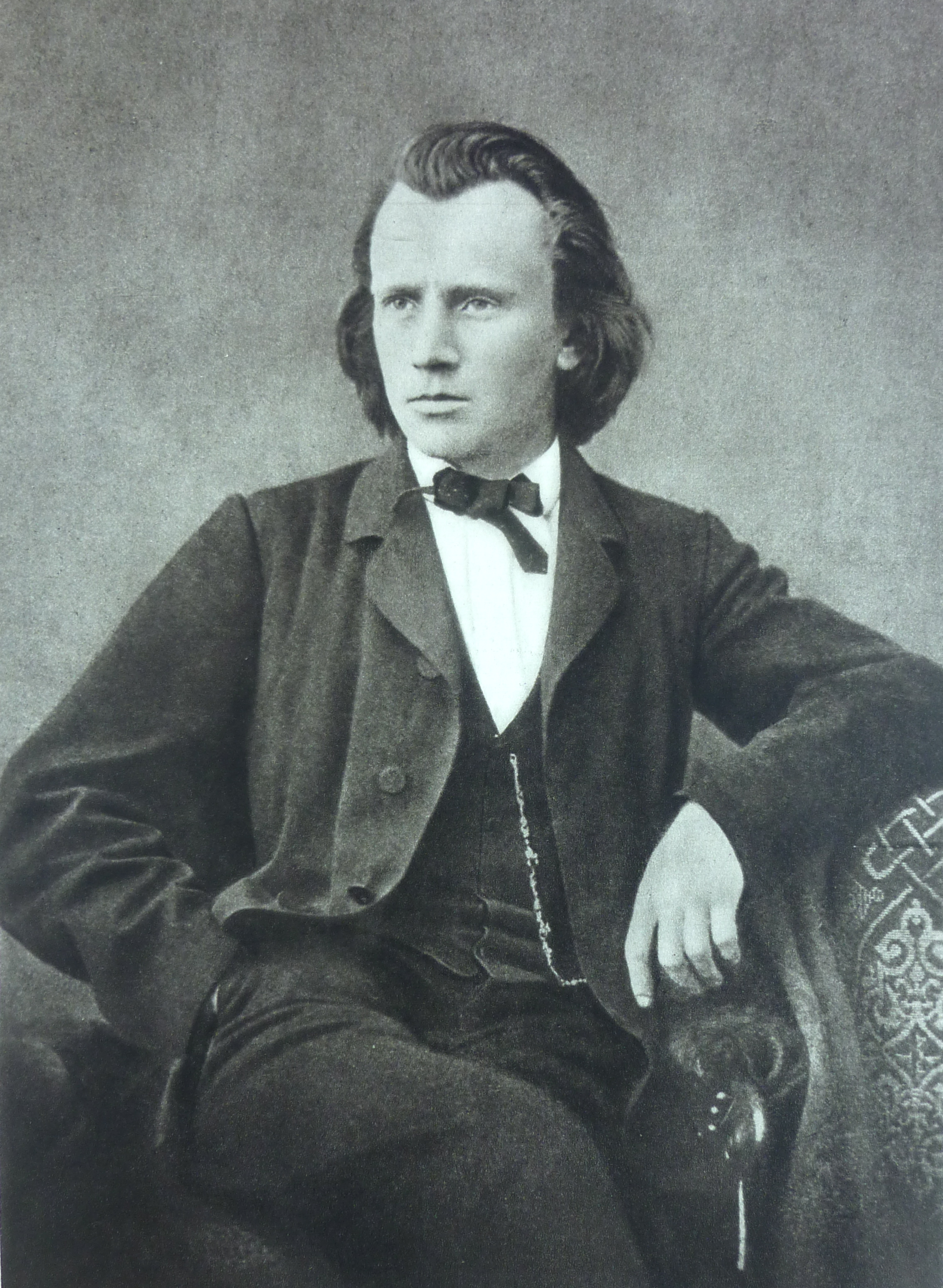
Johannes Brahms um 1866

- 18. Februar: Die endgültige Version von Ein deutsches Requiem von Johannes Brahms hat seine Uraufführung im Gewandhaus in Leipzig. Bereits am 3. Januar hat es allerdings eine private Aufführung der Klavierauszugversion mit kleinem Chor und Solisten in Dessau gegeben, wie Brahms von seinem Freund Adolf Schubring erfährt.

### Sonstiges
- 02. Mai: Unter dem Namen Folies Trévise öffnet in Paris ein musikalisches Unterhaltungsetablissement. Es entwickelt sich nach den Anfängen als Folies Bergère zu einem erotischen Varietétheater und Kabarett.
- Sommer: In Tartu wird auf Initiative des Publizisten Johann Voldemar Jannsen das erste estnische Sängerfest abgehalten. Der erste Tag ist geistlichen Liedern gewidmet, der zweite weltlichen. Es sind allerdings nur zwei estnische Lieder im Programm: Mu isamaa on minu arm und Surmani, komponiert von Aleksander Kunileid und getextet von Lydia Koidula.
- Anton Bruckner: Mitternacht, WAB 80
- Josef Strauss: Polka-française Feuerfest!

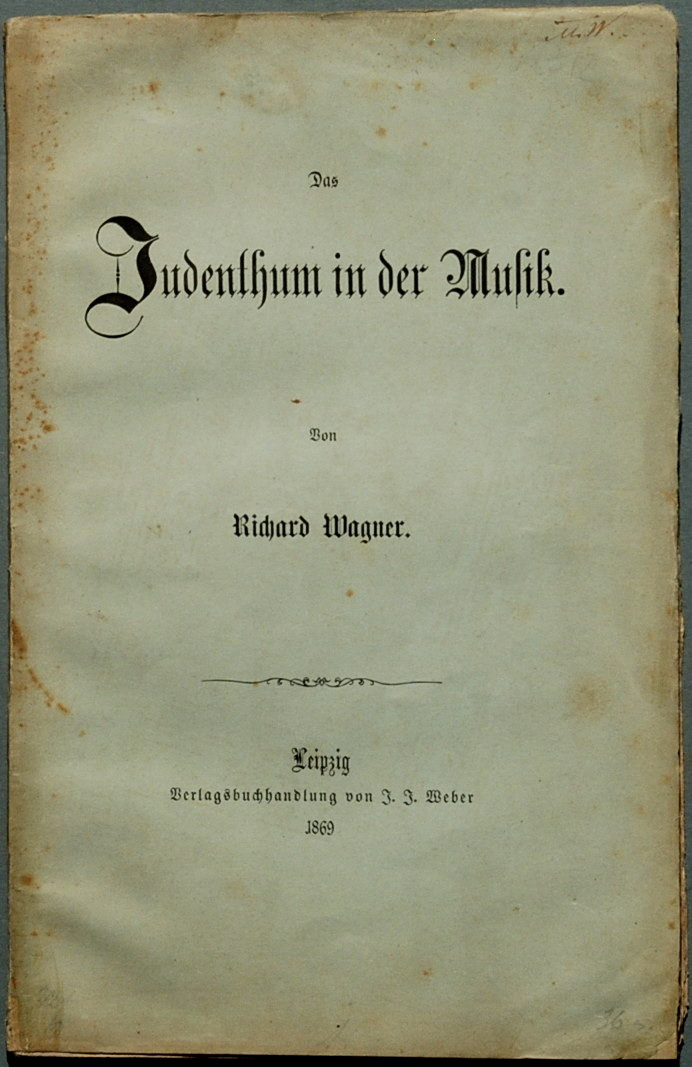
Die Broschüre von 1869

- Richard Wagner veröffentlicht den 1850 von ihm verfassten antisemitischen Aufsatz Das Judenthum in der Musik als Broschüre.

## Geboren

### Januar bis Juni
- 01. Januar: Oscar Walcker, deutscher Orgelbauer († 1948)
- 03. Januar: Leo Feist, US-amerikanischer Musikverleger († 1930)
- 03. Januar: Charles Levadé, französischer Komponist († 1948)
- 27. Januar: Will Marion Cook, US-amerikanischer Komponist († 1944)
- 28. Januar: Peter Fassbänder, deutsch-schweizerischer Komponist († 1920)
- 01. Februar: Juli Konjus, russischer Geiger († 1942)
- 10. Februar: Wassili Kalafati, russischer Komponist († 1942)
- 10. Februar: Franz Zeischka, böhmischer Dirigent und Musikdirektor († 1909)
- 11. Februar: Abel Decaux, französischer Komponist, Organist und Musikpädagoge († 1943)
- 12. Februar: André Pirro, französischer Musikwissenschaftler und Organist († 1943)
- 13. Februar: Louis-Edouard Vuillermoz, französischer Hornist und Musikpädagoge († 1939)
- 27. Februar: Karl Rorich, deutscher Komponist, Chorleiter, Pianist, Organist und Musikpädagoge († 1941)
- 03. März: Henry Wood, britischer Dirigent († 1944)
- 20. März: Alexander Wiktorowitsch Satajewitsch, russisch-sowjetischer Ethnograph und Komponist († 1936)
- 05. April: Albert Roussel, französischer Komponist († 1937)
- 09. April: Juozas Naujalis, litauischer Komponist, Organist, Chorleiter und Musikpädagoge († 1934)
- 21. April: Johanne Stockmarr, dänische Pianistin († 1944)
- 24. April: Ivan Naraks, jugoslawischer Orgelbauer († 1924)
- 30. April: Arthur Letondal, kanadischer Organist, Musikpädagoge und Komponist († 1956)
- 05. Mai: Hans Pfitzner, deutscher Komponist und Dirigent († 1949)
- 22. Mai: Joséphine Boulay, französische Organistin, Komponistin und Musikpädagogin († 1925)
- 29. Mai: Victor Joß, österreichischer Musikwissenschaftler, Übersetzer, Journalist, Pianist und Komponist († 1942)
- 30. Mai: Ludwig von dem Bruch, österreichischer Opernsänger († 1943)
- 30. Mai: Pasi Jääskeläinen, finnischer Schauspieler, Sänger, Dramatiker und Kantelespieler († 1920)
- 06. Juni: Siegfried Wagner, deutscher Komponist († 1930)
- 13. Juni: Ede Poldini, ungarischer Komponist († 1957)
- 16. Juni: Lluís Gonzaga Jordà i Rossell, katalanischer Pianist, Komponist und Musical-Unternehmer († 1951)
- 16. Juni: George Waring Stebbins, US-amerikanischer Organist und Komponist († 1930)
- 26. Juni: John Michael Diack, schottischer Musikverleger, Komponist und Vokalpädagoge († 1946)

### Juli bis Dezember
- 02. Juli: Liane de Pougy, französischer Ballett-Tänzerin und Schriftstellerin († 1950)
- 23. Juli: Sidney Peirce Waddington, englischer Komponist und Musikpädagoge († 1953)
- 14. August: Armas Järnefelt, finnischer Komponist († 1958)
- 20. August: Franz Bölsche, deutscher Musiker und Komponist († 1935)
- 23. September: Friedrich Buxbaum, österreichischer Cellist und Komponist († 1948)
- 29. September: Miguel Lerdo de Tejada, mexikanischer Komponist († 1941)
- 12. Oktober: Robert Samut, maltesischer Mediziner, Arzt und Komponist († 1934)
- 15. Oktober: Alfred Andersen-Wingar, norwegischer Komponist († 1952)
- 21. Oktober: Rudolf Braun, österreichischer Komponist, Pianist und Musikpädagoge († 1925)
- 26. Oktober: August Halm, deutscher Komponist († 1929)
- 30. Oktober: Jenny Korb, österreichische Opernsängerin († 1937)
- 31. Oktober: Karl Ludwig Treff, deutscher Violinist, Dirigent, Komponist und Gesangspädagoge († unbekannt)
- 04. November: Lucienne Bréval, schweizerisch-französische Sopranistin und Opernsängerin († 1935)
- 08. November: Jens Bodewalt Lampe, dänisch-amerikanischer Komponist, Geiger und Orchesterleiter des Ragtime († 1929)
- 28. November: Carlo Lombardo, italienischer Operettenkomponist und -librettist († 1959)
- 01. Dezember: Vladimir R. Đorđević, serbischer Musikwissenschaftler und -ethnologe († 1938)
- 06. Dezember: Rafael Mitjana y Gordón, spanischer Musikwissenschaftler, Komponist und Diplomat († 1921)
- 10. Dezember: Srećko Albini, kroatischer Komponist, Dirigent und Musikredakteur († 1933)
- 12. Dezember: Clara Mannes, deutsch-amerikanische Pianistin und Musikpädagogin († 1948)
- 23. Dezember: Hugh Allen, britischer Dirigent, Organist und Musikpädagoge († 1946)

### Genaues Geburtsdatum unbekannt
- Karl Wilhelm Brandt, deutsch-russischer Trompeter und Komponist († 1923)
- Lope Alberdi Recalde, baskischer Orgelbauer († 1948)
- Edward Kreiser, US-amerikanischer Organist und Komponist († 1916)
- Henryk Waghalter, polnischer Cellist, Komponist und Musikpädagoge († 1961)

## Gestorben
- 01. Januar: Franz Josef Greith, Schweizer Musikpädagoge und Komponist (* 1799)
- 10. Januar: Joan Aulí i Caldentey, mallorquinisch-spanischer Organist und Komponist (* 1796)
- 17. Januar: Émile Bienaimé, französischer Komponist (* 1802)
- 17. Januar: Alexander Dargomyschski, russischer Komponist (* 1813)
- 06. Februar: Raimund Dreyschock, deutsch-böhmischer Violinist und Komponist (* 1824)

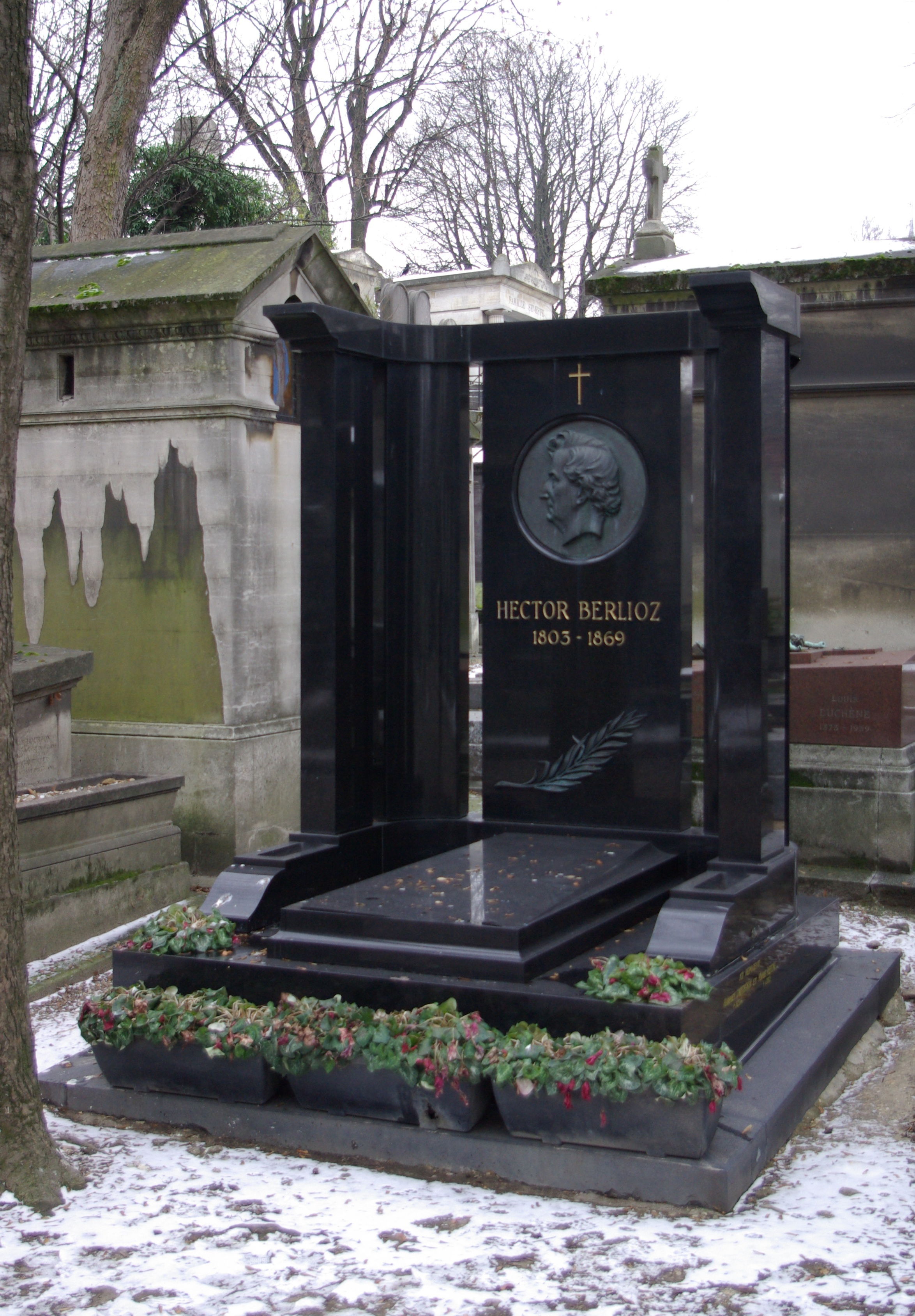
Grabmal von Hector Berlioz auf dem Friedhof Cimetière de Montmartre

- 05. März: Friedrich Albert Johann Baptist Overmann, deutscher Orgelbauer sowie Orgel- und Clavierstimmer (* 1820)
- 08. März: Hector Berlioz, französischer Komponist (* 1803)
- 11. März: Wladimir Odojewski, russischer Schriftsteller und Komponist (* 1803)
- 12. März: Ernst Haberbier, deutscher Komponist, kaiserlich russischer Hofpianist (* 1813)
- 23. März: Albert Methfessel, deutscher Komponist und Dirigent (* 1785)
- 23. März: Anton Wilhelm von Zuccalmaglio, deutscher Heimatschriftsteller und Volksliedforscher (* 1803)
- 28. März: Jules Joseph Gabriel de Lurieu, französischer Theaterdichter und Librettist (* 1792)
- 01. April: Alexander Dreyschock, böhmischer Klaviervirtuose und Komponist (* 1818)
- 08. April: Karl Joseph Kinderfreund, österreichischer Schriftsteller, Komponist und Musikpädagoge (* 1793)
- 13. April: Carl Friedrich August Geissler, deutscher Organist (* 1804)
- 15. April: August Wilhelm Bach, deutscher Komponist und Organist (* 1796)
- 20. April: Carl Loewe, deutscher Komponist (* 1796)
- 25. Mai: Josef Kumlik, Musiker und Komponist (* 1801)
- 14. Juli: Adolphe Claire Le Carpentier, französischer Musikpädagoge und Komponist (* 1809)
- 21. August: Salvatore Patti, italienischer Operntenor (* 1800)
- 30. Oktober: Leopold Knebelsberger, österreichischer Komponist (* 1814)
- 11. November: Johann Lüthi, Schweizer Volksmusiker, Sänger, Musiklehrer, Chorleiter und Leinenweber (* 1800)
- 13. November: Christian August Berwald, schwedischer Geiger und Musikpädagoge (* 1798)
- 29. November: Giulia Grisi, italienische Opernsängerin (* 1811)
- 18. Dezember: Louis Moreau Gottschalk, US-amerikanischer Pianist und Komponist (* 1829)
- 22. Dezember: Wilhelm Claussen, deutscher Komponist (* 1844)
- 23. Dezember: Julian Fontana, polnischer Pianist und Komponist (* 1810)
- 31. Dezember: Louis Lefébure-Wély, französischer Organist, Komponist (* 1817)